# Rubiel Quintana
Pour les articles homonymes, voir Quintana.
Rubiel Quintana, né le 26 juin 1978 à Cali (Colombie), est un footballeur colombien, évoluant au poste de défenseur ou milieu de terrain. Au cours de sa carrière, il évolue à Cortuluá, à l'América Cali, au Deportivo Cali, à Belgrano, au Çaykur Rizespor, à l'Atlético Huila, à l'Unión Magdalena, à Envigado, au Monagas SC, à Boyacá Chicó et au Deportivo Pereira ainsi qu'en équipe de Colombie.
Quintana ne marque aucun but lors de ses treize sélections avec l'équipe de Colombie entre 1999 et 2001. Il participe à la Copa América en 1999 avec la Colombie.

## Carrière
- 1999 :  Cortuluá
- 2000 :  América Cali
- 2001 :  Deportivo Cali
- 2001-2002 :  Belgrano
- 2003 :  Çaykur Rizespor
- 2004 :  Cortuluá
- 2004 :  Atlético Huila
- 2005 :  Unión Magdalena
- 2005 :  Envigado
- 2006 :  Monagas SC
- 2007 :  Boyacá Chicó
- 2008-2009 :  Deportivo Pereira
- 2010 :  Cortuluá [2]

## Palmarès

### En équipe nationale
- 13 sélections et 0 but avec l'équipe de Colombie entre 1999 et 2001

### Avec l'América Cali
- Vainqueur du Championnat de Colombie en 2000